# Валуйки (Луганская область)
Валуйки (укр. Валуйки) — село, относится к Старобельскому району Луганской области Украины.
Население по переписи 2001 года составляло 14 человек. Почтовый индекс — 92755. Телефонный код — 6461. Занимает площадь 0,2 км². Код КОАТУУ — 4425183502.

## Местный совет
92755, Луганська обл., Старобільський р-н, с. Малохатка, вул. Леніна, 20  (укр.)